# Barbara Snellenburg
Barbara Snellenburg (* 3. Juli 1975 in Almelo, Overijssel; auch bekannt als Barbara Snellenberg) ist ein niederländisches Fotomodell und Mannequin. Sie arbeitet hauptsächlich in Italien, wo sie auch in einigen Spielfilmen und Fernsehserien mitspielte.

## Filmografie (Auswahl)
- 1993: Piccolo grande amore
- 1995: Pazza famiglia (Fernsehserie, 6 Episoden)
- 1998: Simpatici & antipatici
- 1998–2006: Casa Vianello (Fernsehserie, 22 Episoden)
- 1999: Tutti gli uomini del deficiente
- 1999: The Underground Comedy Movie
- 2001: La verità, vi prego, sull'Amore
- 2002: Don Matteo (Fernsehserie, Episode 3x09 Bellissima)